# اونها
اونها (کره‌ای: 은하, 銀河 به معنی کهکشان) یک سامانه یک بار مصرف پرتاب کره شمالی است.